# Kryptonim „Walizka”
Kryptonim „Walizka” – komiks wydany w serii Kapitan Żbik, autorem scenariusza jest Zbigniew Gabiński a rysunków Jerzy Wróblewski.

## Fabuła komiksu
Na dworcu kolejowym w Poznaniu jednemu z podróżnych ukradziono neseser, zawiadamia on o tym zdarzeniu milicję. Okazuje się, iż dokonano już kilku podobnych kradzieży w całym kraju. Do akcji włącza się Kapitan Żbik. Na podstawie skradzionych walizek milicjanci dochodzą do wniosku, iż kradzieże dokonywane są tzw. metodą nasadkową – na kradziony neseser nasadza się większą walizkę. Milicja organizuje grupę podstawionych podróżnych z neseserami. Złodziej połyka przynętę i kradnie milicyjną walizkę z nadajnikiem radiowym w środku. Kapitan Żbik osobiście aresztuje podejrzanego.

## Dodatki
- Na drugiej stronie okładki znajduje się list kapitana Żbika do czytelników, w którym apeluje o kulturę języka jakim posługujemy się na co dzień i o nie używanie wulgarnych słów.
- Na stronie 34 znajduje się artykuł Badania biologiczne.
- Na stronie 35 w cyklu Za ofiarność i odwagę poznajemy autentyczną historię sierżanta Antoniego Bednarka, który uratował czworo dzieci z płonącego mieszkania.
- Na czwartej stronie okładki umieszczono artykuł Kronika MO o organizowaniu pracy milicji w roku 1945 w Katowicach i okolicach.

## Ciekawostka
W zeszycie tym Jerzy Wróblewski sportretował siebie i bydgoską dzielnicę (wieżowce przy ul. Szerokiej – obecnie ul. kard. St. Wyszyńskiego), w której mieszkał. Rysy swojej twarzy autor nadał ekspertowi z laboratorium kryminalistyki, który pomagał Żbikowi w śledztwie.

## Nakład i wydania
- wydanie  I 1974 – „Sport i Turystyka”, nakład: 100 000 egzemplarzy
- wydanie  II 1978 – „Sport i Turystyka”, nakład: 200 000 egzemplarzy
- wydanie  III 2000 – „Ongrys”[3]